# 凯丰

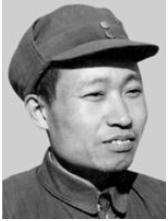

凯丰（1906年2月—1955年3月23日），原名何克全，中国江西省萍乡市人，中国共产党前期领导人之一，二十八个半布尔什维克之一。

## 生平
何克全于1906年2月2号出生於老关三角池，母亲金氏是何秋美（谱名：何启期）的第三任继室。
何克全1925年毕业于萍乡中学后，考入国立武昌大学（今武汉大学)，1927年在校加入中国共青团，并被派往苏联莫斯科中山大学留学。1930年，何回国后加入中共，任共青团中央巡视员，后改任共青团广东省省委书记，化名“凯丰”（开封的谐音）。
1931年，凯丰被国民政府逮捕，但不久即被营救出狱，出狱后任团中央宣传部长。1933年，凯丰前往中央苏区，次年当选为中共中央政治局候补委员兼团中央书记。长征开始后，凯丰担任红九军团中央代表。在遵义会议期间，凯丰积极支持博古，结果在会后被撤销职务。不久，凯丰表态倒向毛泽东，并支持毛泽东对抗张国焘，从而得以恢复职务。
1937年，凯丰出任中共中央宣传部代部长，谱写了《抗日军政大学校歌》，在当年底当选为中共中央政治局委员。抗战前期，凯丰随周恩来在重庆开展统一战线活动。1940年后，凯丰奉调回到延安，参加整风运动，再度出任中宣部代部长，并亲自组建了中共中央编译局。期间，凯丰曾制定宣传毛泽东的计划，但被毛泽东否决。1942年2月8日，中央宣传部召集延安干部会议，凯丰主持，毛泽东在会上作了题为《反对党八股》的著名报告。
抗战胜利后，凯丰被抽调到东北地区工作，中华人民共和国建国后，凯丰出任中共沈阳市市委书记。1952年，凯丰回到中央，任中宣部副部长兼马列学院院长，起草了《为动员一切力量把我国建设成为一个伟大的社会主义国家而斗争——关于党在过渡时期总路线的学习和宣传提纲》，这份文件成为了当时中共宣传的纲领性文件之一。
1955年3月23日，凯丰在北京逝世。

## 紀念
在凯丰故里，萍乡市老关镇三角池村有何氏祠堂「何斌公祠」暨凯丰展览馆。

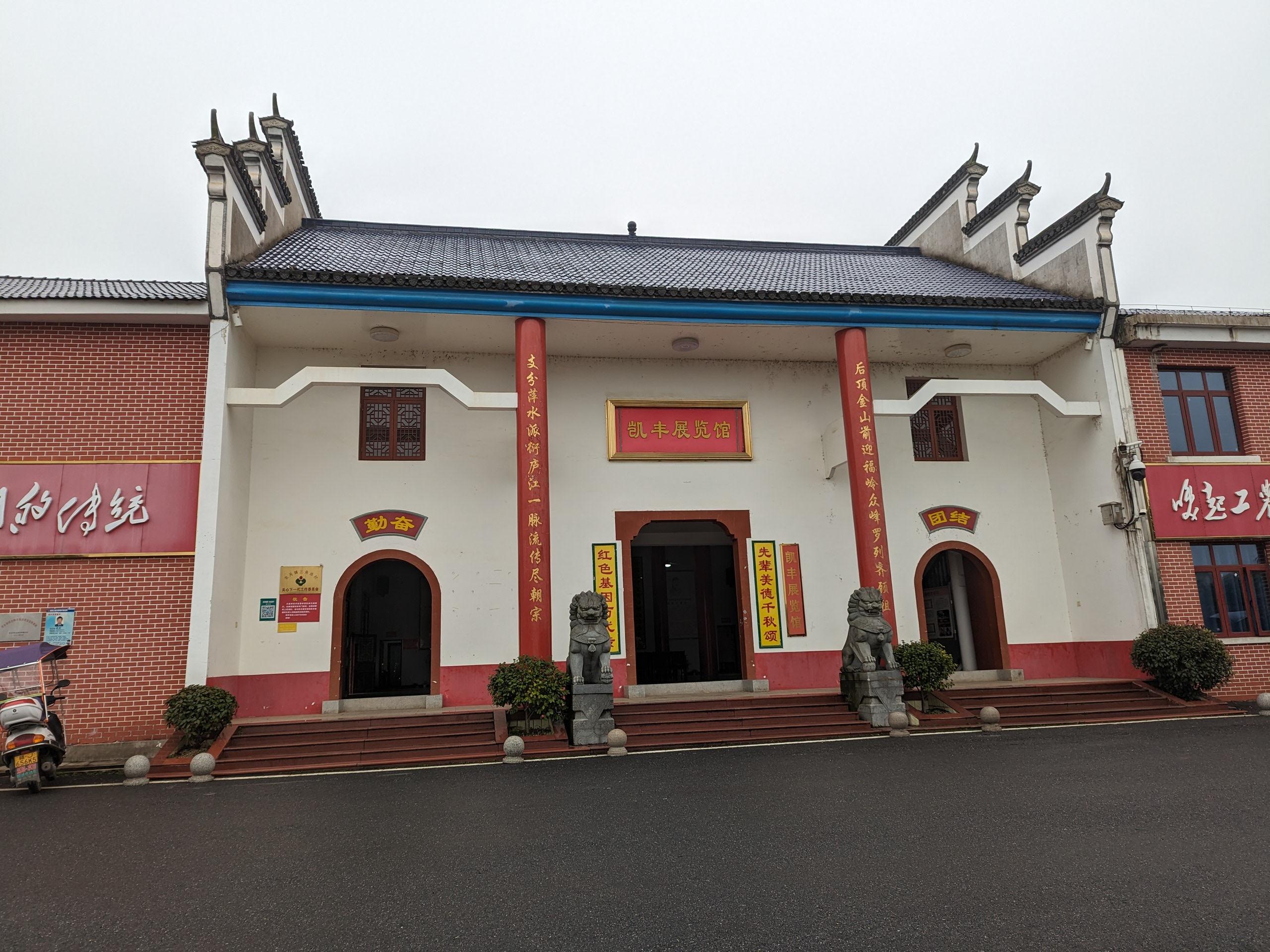
凯丰展览馆

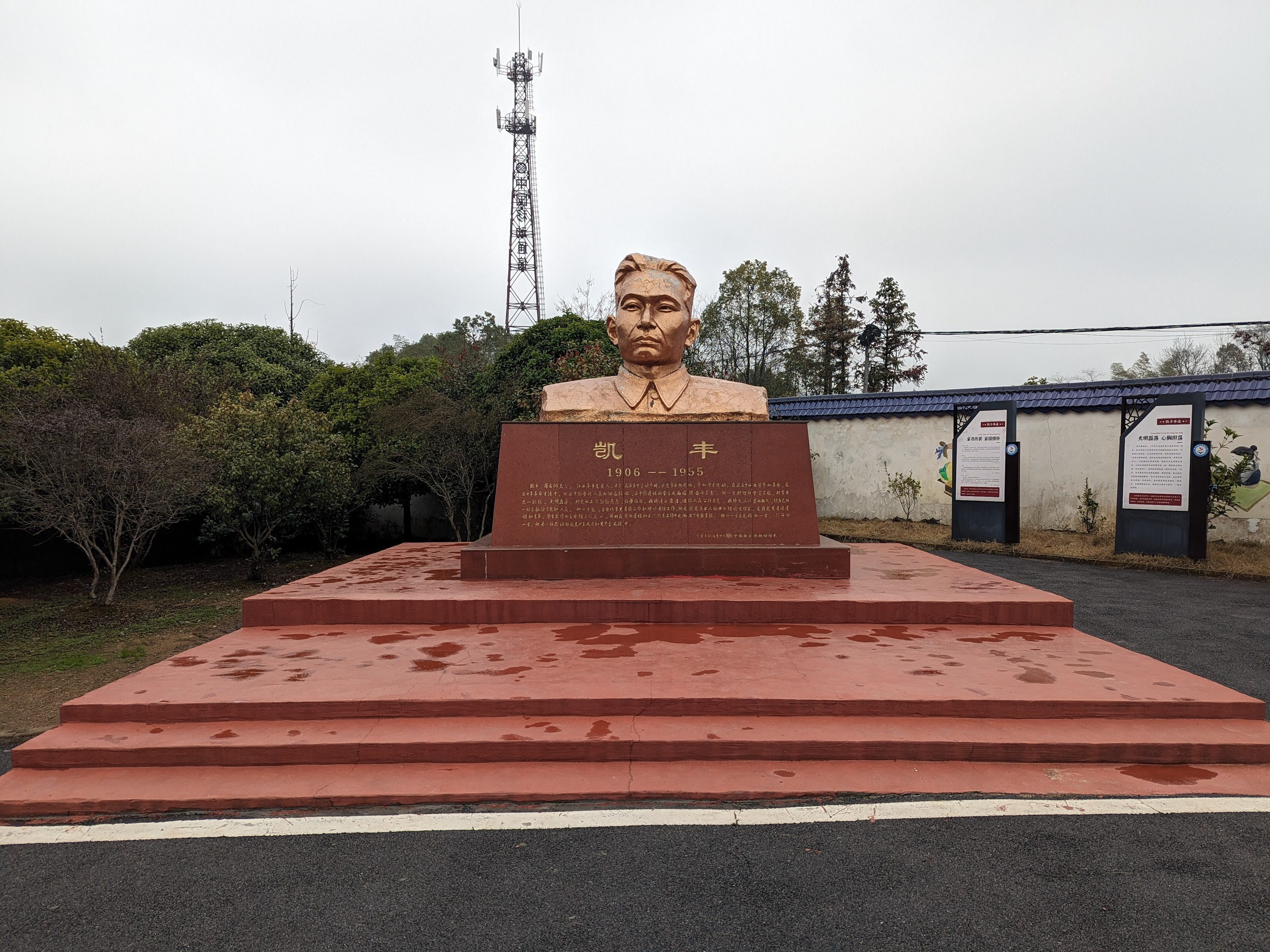
三角池小学内的凯丰像